# Резолюция Совета Безопасности ООН 2375
Резолюция Совета Безопасности ООН 2375 была принята 11 сентября 2017 года. Совет Безопасности ООН единогласно принял новую резолюцию о санкциях против Северной Кореи в ответ на её шестое ядерное испытание, состоявшееся 3 сентября. Резолюция сокращает примерно 30% поставок нефти в Северную Корею за счёт прекращения поставок более 55% нефтепродуктов, поступающих в Северную Корею.

## Переговоры
Согласованные санкции существенно не дотягивали до далеко идущих санкций, которых требовала администрация Трампа, поскольку ей пришлось идти на компромисс с Китаем и Россией, чтобы заручиться их поддержкой. А именно, резолюция устанавливает ограничение только на экспорт нефти в Северную Корею; Первоначально США хотели полного прекращения поставок электроэнергии, но Китай выразил обеспокоенность тем, что такая радикальная мера приведёт к краху Северной Кореи. Министерство иностранных дел России после принятия смягчённой резолюции заявило о себе, что из резолюции были исключены самые строгие положения первоначального проекта США.

## Санкции
Санкции включают следующее:
- Полный запрет на продажу конденсата и жидкостей природного газа в Северную Корею[3][2][4].
- Полный запрет на закупку северокорейского текстиля (ожидается, что доходы страны сократятся на 800 миллионов долларов)[3][2][4].
- Квота на продажу нефти в Северную Корею (снижение примерно на 30% от текущего уровня)[3][2].
  - Нефтепродукты: 500 000 баррелей в течение первоначального трехмесячного периода — начиная с 1 октября 2017 года и заканчивая 31 декабря 2017 года — и более 2 миллионов баррелей в год в течение 12 месяцев, начиная с 1 января 2018 года, и в дальнейшем ежегодно[3][4].
  - Сырая нефть: ограничивает продажи в Северную Корею, чтобы они не превышали объём, поставленный каждым государством в течение 12-месячного периода до принятия резолюции[3].
- Ограничивает выдачу виз работникам Северной Кореи за рубежом. Существующие визы могут действовать до истечения срока их действия, но выдача новых виз не допускается[3][2]. По оценкам США, это «в конечном итоге лишит режим ещё полмиллиарда долларов каждый год, который он забирает у почти 100 000 северокорейских граждан, работающих по всему миру»[4].
- Он требует от всех стран проверять суда, заходящие и выходящие из портов Северной Кореи (положение, введенное Советом Безопасности в 2009 году), но не разрешает применение силы для судов, которые не соблюдают требования (США хотели получить разрешение на применение силы и полную военно-морскую блокаду)[2][4].
  - Если государства флага отказываются разрешить досмотр подозрительных судов, то государство флага обязано перенаправить суда в порт для проверки[4].
  - Если государство флага или судно не сотрудничают с проверками, то судно может быть подвергнуто замораживанию активов, лишено доступа в порт, снято с регистрации и подвергнуто другим штрафам[4].
- Запрет на совместные предприятия. Это направлено на дальнейшее сокращение иностранных доходов, а также трансфера технологий. Однако есть некоторые исключения для некоторых приграничных проектов с участием Китая и России[4].

## Последствия
После объявления о санкциях правительство Северной Кореи заявило, что санкции оправдывают его ядерную программу, и пообещало действовать «более быстрыми темпами».
На разведывательных спутниковых снимках США, сделанных 19 октября 2017 года, видно, что китайские корабли продают нефть северокорейским судам, что явно нарушает резолюцию безопасности 2375.
28 декабря 2017 года президент США Дональд Трамп обвинил правительство Китая в том, что оно «позволяет нефти поступать в Северную Корею». Пресс-секретарь МИД Китая Хуа Чуньин ответила на эти обвинения, заявив: «Китай всегда полностью выполнял резолюции Совета Безопасности ООН, касающиеся Северной Кореи, и выполняет свои международные обязательства. Мы никогда не позволяем китайским компаниям и гражданам нарушать эти резолюции. В ходе расследования подтверждены нарушения резолюций Совета Безопасности ООН, Китай будет серьёзно относиться к ним в соответствии с законами и правилами».

## Голосование
| За (15) | Воздержались (0) | Против (0) |
| --- | ---------------- | ---------- |
| - Великобритания - Китай - Россия - США - Франция - Боливия - Египет - Эфиопия - Италия - Япония - Казахстан - Сенегал - Швеция - Украина - Уругвай |                  |            |